# Le Village des damnés (roman)
Pour les articles homonymes, voir Le Village des damnés.
Le Village des damnés (titre original : The Midwich Cuckoos) est un roman de science-fiction écrit par John Wyndham, publié en 1957.
Le titre original français était Les Coucous de Midwich. Le titre français actuel a été donné en 1995, après la sortie de la seconde adaptation cinématographique par John Carpenter. Le roman original a quant à lui conservé son titre anglais d'origine.

## Résumé
Rien n'avait préparé la paisible bourgade anglaise de Midwich à rester isolée du monde, une nuit entière, par un réseau de forces invisibles. Tout ce qui respirait y perdit conscience.
Et le lendemain, Midwich retrouva son calme séculaire, comme si rien ne s'était passé. Mais bientôt, toutes les femmes, même les jeunes filles, découvrirent qu'elles étaient enceintes.
Neuf mois plus tard, elles donnèrent naissance à trente-et-un garçons et trente filles, remarquablement beaux et forts, quoique leur peau eût des reflets métalliques et que leurs yeux fussent dorés. Il fallut pourtant attendre leur entrée à l'école pour comprendre quel danger fantastique ils représentaient.

## Adaptations pour le cinéma
- Le Village des damnés, de Wolf Rilla (1960)
- Le Village des damnés, de John Carpenter (1995).

## Adaptations pour la télévision
- Le Village des damnés (The Midwich Cuckoos)[2], série télévisée de David Farr (2022) avec Keeley Hawes, Max Beesley, Aisling Loftus.